# شهدخوار دوطوق جنگلی
شهدخوار دوطوق جنگلی (نام علمی: Cinnyris fuelleborni) یک گونه از پرندگان خانواده شهدخواران است. این گونه یک زادآور ساکن جنگل‌های کوهستانی نمناک گرمسیری در بخش‌هایی از شرق آفریقا است.